# Salvador Vinyes i Reig
Salvador Vinyes i Reig   (Berga, 1962) és un dissenyador, dibuixant i grafista berguedà.
S'ha involucrat profundament en racionalitzar el grafisme de La Patum de Berga. Autor del sintètic logo amb el que s'identifica la festa, convertit també en escultura de 6 metres d'alt a l'entrada de la ciutat (baixant del passeig de la Pau). És l'autor d'una gegantina intervenció als carrers de Berga, amb una exposició de més d'un miler i mig de fotografies de rostres convertides en cartells de la Patum de Berga. Posteriorment s'edità en un llibre amb el títol La Patum, Obra Mestra del Patrimoni Oral i Immaterial de la Humanitat.
Ha exercit de professor a l'Escola d'Arts i Oficis de Gironella i ha estat premiat repetidament en multitud de concursos de cartells, ha col·laborat en la il·lustració de diversos llibres i ha publicat El gegant de l'ull al front (Berga: Amalgama), llibre infantil amb el text d'una rondalla popular i Salvador (Berga: L'Espill, 2005).
En gran part és autodidacte, però també dona els crèdits de la seva formació a Josep Maria de Martín, qui el va considerar com a mestre i gurú.

## Llibres
- El Gegant de l'ull al front. Berga: Amalgama, 2001
- Salvador. Berga: L'Espill, 2005
- La Patum, Obra Mestra del patrimoni Oral i Immaterial de la Humanitat. Berga: Institut Municipal de Cultura, 2006